# Спіцина Зінаїда Захарівна
Зінаї́да Заха́рівна Спі́цина, в шлюбі Михайличенко (30 жовтня 1925, хутір Даниловський, Ростовська область — 7 вересня 2000, Красногорняцький, Ростовська область) — ланкова молочного радгоспу «Гірник» Міністерства радгоспів СРСР, Октябрський район Ростовської області. Герой Соціалістичної Праці (01.06.1949).

## Біографія
Напередодні Другої світової війни її родина переїжджає жити в радгосп «Гірник». У 16 років пішла працювати в радгосп. У 1943 році призначена ланковою рільничої бригади.
У 1948 році бригада зібрала урожай пшениці 32,6 центнера з гектара на площі 35 гектарів, а радгосп вийшов на довоєнний рівень за посівними площами.
За високі показники в сільськогосподарській роботі удостоєна звання Герой Соціалістичної Праці і нагороджена орденом Леніна.
У 1970 році змінила місце роботи й перейшла на молочний завод радгоспу «Гірник», потім працювала пекаркою на хлібозаводі селища Каменоломні.
У 1980 році пішла на пенсію. 
Померла 7 вересня 2000 року, похована на селищному кладовищі в селищі Красногорняцький Ростовської області. 

## Нагороди
- Герой Соціалістичної Праці (01.06.1949)
- Орден Леніна (1949)